# Nesjahverfi
Nesjahverfi (zwana też dla odróżnienia od innych osad pod nazwą Nesjahverfi í Hornafirði) – miejscowość w południowo-wschodniej Islandii, około 6 km na północ od Höfn. Przebiega przez nią droga krajowa nr 1. Wchodzi w skład gminy Hornafjörður (region Austurland), w historycznym okręgu Austur-Skaftafellssýsla. W 2018 zamieszkiwało ją 92 osoby.
Około 2 km na południe od miejscowości znajduje się port lotniczy Hornafjörður.